# Un crimen argentino
Un crimen argentino è  un film argentino del 2022 diretto da Lucas Combina.

## Trama
Rosario, 1980: durante la dittatura argentina, un uomo scompare improvvisamente. Due giovani cancellieri del tribunale locale vengono incaricati del caso e cercano di risolverlo nel minor tempo possibile, scontrandosi con la corruzione delle forze dell'ordine e con una serie di pericoli che mettono a repentaglio le loro vite.

## Produzione
Il film è ispirato alla storia reale della scomparsa di un uomo d'affari di Rosario, Jorge Salomón Sauan, avvenuta il 16 dicembre 1980 presso il Club Social Sirio Argentino, dove si era recato a bere con l'avvocato Juan Carlos Masciaro, responsabile della sua scomparsa che chiese alla famiglia della vittima un milione di dollari per il riscatto. La vicenda era stata raccontata nell'omonimo romanzo di Reynaldo Sietecase, soggetto del film, rappresentando inoltre l'opera prima del regista Lucas Combina.
Fu il responsabile della produzione Juan Pablo Buscarini a volere Combina come regista, dopo averlo visto all'opera nella serie La chica que limpia.
Per quanto riguarda il casting, a gennaio del 2022 furono annunciati come protagonisti gli attori Nicolás Francella e Matías Mayer; venne inoltre reso noto che avrebbero fatto parte del cast anche Malena Sánchez, Darío Grandinetti, Luis Luque, Rita Cortese e Alberto Ajaka. L'adattamento del romanzo di Sietecase fu curato dagli sceneggiatori Sebastián Pivotto, Jorge Bechara e Matías Bertilotti.
Le riprese si svolsero nella città di Rosario e iniziarono alla fine di gennaio 2022, durarono sei settimane e si conclusero il 4 marzo dello stesso anno. Il primo trailer del film venne diffuso nel luglio 2022, l'uscita nelle sale argentine venne fissata per il 25 agosto e nel mese di ottobre fu disponibile in streaming nel catalogo HBO Max.

## Accoglienza
Il film ottenne recensioni perlopiù positive da parte dei critici.
Ezequiel Boetti di Otros Cines lodò la ricostruzione storica affermando che "Lucas Combina riesce a descrivere il sentimento di oppressione, di paura onnipresente, che permeava la società di quegli anni" e definì la sceneggiatura "una storia ben costruita". Liliana Vera Ibáñez del quotidiano La Izquierda recensì positivamente la pellicola, lodandone "una trama architettonica, esatta e precisa" e sostenendo che "il film crea un intrigo particolare perché il crimine non viene risolto fino agli ultimi minuti".
Nella sua recensione per il quotidiano Clarín, Pablo O. Scholz affermò che "Un crimen argentino è un nuovo esempio di buona realizzazione" e apprezzò particolarmente la performance attoriale di Mayer, del quale scrisse "sa come replicare, cambiare tono, mettere il suo corpo quando la scena lo richiede".
Paula Vázquez Prieto su La Nación sostenne che "Lucas Combina gestisce le risorse del genere con solidità e professionalità in un film d'esordio che realizza un ritratto ben oliato ed efficace di uno dei momenti più bui della storia argentina"; tra gli interpreti, lodò particolarmente la performance di Grandinetti, definendola "impeccabile".
Non mancarono, tuttavia, le critiche negative: Horacio Bernades del quotidiano Página/12 assegnò alla pellicola un voto pari a 5, descrivendola come "debole", poiché "non ci sono interruzioni o sorprese" e "la risoluzione delude le aspettative generate", tuttavia citò la performance di Mayer come "la migliore del film" e apprezzò anche il lavoro di Francella.
Nei primi quattro giorni di proiezione, distribuito in 185 sale argentine, il film venne visto da circa 23.000 spettatori, collocandosi al quinto posto nella classifica dei film più visti durante il fine settimana. Nella seconda settimana di programmazione, fu il settimo film più visto, raccogliendo un totale di 44.000 spettatori, mentre nella terza settimana il numero crebbe a oltre 54.000.

## Riconoscimenti
- 2023 - Condor d'argento[21]
  - Migliore opera prima a Lucas Combina
  - Migliore sceneggiatura adattata a Sebastián Pivotto, Jorge Bechara e Matías Bertilotti
  - Candidatura al BA Audiovisual Audience Award
  - Candidatura alla migliore attrice non protagonista a Rita Cortese
  - Candidatura al miglior attore non protagonista a Darío Grandinetti
  - Candidatura alla miglior fotografia a Víctor González
  - Candidatura al miglior sonoro a Javier Stavropulos
  - Candidatura alla migliore direzione artistica a Catalina Oliva
  - Candidatura al miglior trucco a Magdalena Puibusqué
  - Candidatura ai migliori costumi a Connie Balduzzi

- 2023 - Premi Sur[22]
  - Migliore sceneggiatura adattata a Sebastián Pivotto, Jorge Bechara e Matías Bertilotti
  - Candidatura al miglior film
  - Candidatura al miglior regista a Lucas Combina
  - Candidatura alla migliore opera prima a Lucas Combina
  - Candidatura al miglior montaggio a Pablo Mari
  - Candidatura al miglior sonoro a Javier Stavropulos
  - Candidatura alla migliore direzione artistica a Catalina Oliva
  - Candidatura ai migliori costumi a Connie Balduzzi
  - Candidatura alle migliori musiche originali a Pablo Borghi